# Dour
Dour (dialectul picard: Doû) este o comună francofonă din regiunea Valonia din Belgia. Comuna Dour este formată din localitățile Dour, Blaugies, Élouges și Wihéries. Suprafața sa totală este de 33,32 km². La 1 ianuarie 2008 avea o populație totală de 16.899 locuitori.
Comuna Dour se învecinează cu comunele Boussu, Colfontaine, Hensies, Honnelles și Quiévrain și cu departamentul francez Nord.